# آناستازیوس باکاستاس
آناستازیوس "تاسوس" باکاسِتاس (یونانی: Αναστάσιος "Τάσος" Μπακασέτας ; متولد ۲۸ ژوئن ۱۹۹۳) یک فوتبالیست حرفه ای یونانی است. وی در حال حاضر به عنوان هافبک تهاجمی برای باشگاه پاناتینایکوس در سوپر لیگ یونان بازی می‌کند و همچنین کاپیتان تیم ملی یونان است.

## حرفه باشگاهی

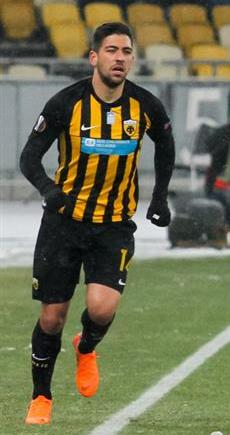
باکاستاس بازیکن فعلی باشگاه‌ پاناتینایکوس در لباس تیم آ.ا.ک آتن

### آستراس تریپولیس
باکاستاس از طریق آکادمی جوانان در سنین پایه به تیم آستراس تریپولیس وارد شد و در سوپرلیگ فصل ۱۱-۲۰۱۰ موفق شد به تیم اصلی راه یابد. او در این فصل شماره ۱۲ را به تن کرد. او در این فصل پنج بازی در لیگ برای این باشگاه انجام داد که چهار بازی به عنوان بازیکن تعویضی به زمین آمد. همچنین در جام حذفی یونان در دو بازی برای این تیم به میدان رفت. اولین بازی او در سوپرلیگ در ۲۸ نوامبر ۲۰۱۰ برابر زانتیا بود، بازی‌ای که آستراس تریپولیس با وجود نمایش زیبا، ۲–۱ شکست خورد.
در جام حذفی یونان، نخستین بازی او در برابر المپیاکوس در ۲۲ دسامبر ۲۰۱۰ انجام شد. این بازی با شکست تیمش با نتیجه ۱–۰ به پایان رسید. آخرین حضور او برای آستراس تریپولیس در فصل ۱۱–۲۰۱۰ لیگ یونان به عنوان بازیکن تعویضی نیمه دوم در برابر آ ا ک آتن بود. این بازی در ۱۶ ژانویه ۲۰۱۱ انجام شد و با نتیجه ۳–۰ به سود آ ا ک به پایان رسید.

#### قرضی به تراسیوولوس
در پایان ژانویه ۲۰۱۱، باشگاه تصمیم گرفت تا او را به صورت قرضی به تراسیوولوس در لیگ دسته دوم فوتبال یونان بفرستد. او در ده بازی لیگ برای تراسیوولوس به میدان رفت و اولین گل خود در رده بزرگسالان را نیز در همین تیم به ثمر رساند. این گل، در برابر اتنیکوس آستراس در برد ۲–۰ در ۲۸ فوریه ۲۰۱۱ به ثمر رسید. او در پایان فصل در ژوئیه ۲۰۱۱ به آستراس تریپولیس بازگشت.

#### وام به آریس
در پایان دسامبر ۲۰۱۳، او به صورت قرضی به آریس رفت تا به آنها کمک کند تا از سقوط نجات یابند. او اولین بازی خود را برای تیم جدیدش در باخت خارج از خانه از لوادیاکوس انجام داد و دو گل از سه گل تیمش در شکست ۴–۳ را به ثمر رساند. او قبل از پایان قرضی اش یک گل دیگر به ثمر رساند. در نهایت حضور او در این تیم نتیجه بخش نبود و لوادیاکوس در پایان این فصل به لیگ پایین‌تر سقوط کرد.

### پانیونیوس
در ۲۸ ژانویه ۲۰۱۵، باکاستاس طی قراردادی دو ساله به پانیونیوس پیوست. مبلغ قرارداد او نامشخص بود. او توانست فصل ۱۶–۲۰۱۵ را با دو گل در سه بازی ابتدایی آغاز کند. همچنین در ۱۷ اکتبر ۲۰۱۵، او دو گل تیمش را در برد خانگی ۲–۰ مقابل AEL Kalloni به ثمر رساند.

### آ اِ ک آتن
در ۸ ژوئن ۲۰۱۶، باکاستاس با مبلغی نامشخص قراردادی سه ساله با آئک آتن، یکی از بزرگان فوتبال یونان امضا کرد. در ۱۷ سپتامبر ۲۰۱۶، او اولین گل را برای این تیم در پیروزی ۲–۰ خارج از خانه مقابل وِریا به ثمر رساند. در ۹ آوریل ۲۰۱۷، باکاستا در پیروزی ۵–۰ خانگی مقابل کرکیرا نیز موفق شد یکی از گل‌های تیمش را بزند.
در ۱۰ سپتامبر ۲۰۱۷، او نخستین گل خود در فصل ۱۸–۲۰۱۷ را در برد خانگی ۴–۰ مقابل لاریسا (AEL) به ثمر رساند. در ۲۲ آوریل ۲۰۱۸، باکاستاس دو گل مقابل لوادیاکوس به ثمر رساند. با این نتیجه، او اولین قهرمانی خود در سوپرلیگ از سال ۱۹۹۴ را بدست آورد.
در ۱۰ ژانویه ۲۰۱۹، اعلام شد که باکاستاس قرارداد خود با AEK را تا تابستان ۲۰۲۲ تمدید کرد.

### آلانیا اسپور
در ۱۴ ژوئن ۲۰۱۹ میلادی، باکاستاس موافقت کرد که با مبلغی معادل ۷۰۰۰۰۰ یورو به اضافه پاداش، به باشگاه آلانیا اسپور در سوپر لیگ ترکیه بپیوندد. اولین گل وی در لیگ ترکیه، در ۲۰ اکتبر ۲۰۱۹، به ثمر رسید. جایی که او با یک ضربه پس از پاس گل اونور بولوت در یک بازی خانگی ۵–۲ مقابل چایکور ریزه اسپور گلزنی کرد. در ۳۰ نوامبر ۲۰۱۹، باکاستاس در جریان بازی مقابل آنکاراگوچو در آلانیا در فرم فوق‌العاده ای بود و در یک پیروزی راحت ۵–۰ دو بار به دروازه تیم رقیب را باز کرد. عملکرد عالی وی در این بازی نهایتاً منجر به این شد که نام او در لیست بازیکنان تیم منتخب هفته سوپر لیگ ترکیه قرار گیرد. در ۱۸ ژانویه ۲۰۲۰، او با یک ضربه در یک بازی خانگی که با نتیجه ۵–۱ به پایان رسید، در مقابل کایسری اسپور گلزنی کرد. در ۲ فوریه ۲۰۲۰، در حالی که نیمه اول به اوج حساسیت خود نزدیک می‌شد، باکاستاس با یک پاس دقیق از پاپیس سیسه با موفقیت ضربه سر قدرتمندی را به گوشه دروازه سمت راست زد و اینگونه دروازه حریف را گشود. آلانیا اسپور که این بازی را ۱۰ نفره به پایان رساند، متعاقباً در بازی برگشت در خانه مقابل ینی مالاتیا اسپور ۲–۱ پیروز شد. در ۵ فوریه ۲۰۲۰، او با یک ضربه شگفت‌انگیز در بازی برد خانگی ۲–۰ جام حذفی ترکیه مقابل گالاتاسرای گلزنی کرد. در ۲۲ ژوئن ۲۰۲۰، در پنجمین دقیقه وقت‌های اضافه در مقابل ترابزون اسپور، هافبک تهاجمی ۲۶ ساله دوباره به کمک آلانیا اسپور آمد و بازیکن تیم حریف را با دریبل مهارنشدنی از پیش روی برداشت و سپس موفق شد توپ را از زیر دروازبان وارد دروازه کند. این بازی با گل او، با تساوی ۲–۲ به پایان رسید و آلانیا اسپور از یک شکست خانگی گریخت.
در میانهٔ سپتامبر ۲۰۲۰، فنرباغچه که در پنجره نقل و انتقالات سوپر لیگ پیشتاز بود، در آستانه اتمام انتقال باکاستاس بود. آنها مدت‌ها در حال مذاکره بودند. بر اساس گزارش‌های گوناگون، فنرباغچه و آلانیا اسپور پس از مذاکراتی طولانی موفق شدند به مرحله نهایی گفتگوها برسند و به توافق بر سر انتقال وی نزدیک شدند. هافبک ملی پوش یونانی که در تمامی ۳۴ بازی لیگ به میدان رفته بود، موفق شد فصل را با ۱۰ گل و ۵ پاس گل ثبت کرد، وارد رادار باشگاه‌های ایتالیایی نیز شد.

### ترابزون اسپور
در ۳۰ ژانویه ۲۰۲۱، ترابزون اسپور توانست باکاستاس، هافبک یونانی را که عمدتاً به عنوان هافبک تهاجمی عمل می‌کند، به خدمت بگیرد. سابقه حضور در ترکیه با آیتمیز آلانیا اسپور را داشت و در ۶۴ بازی ۲۱ گل و ۱۲ پاس گل به ثمر رساند. او توانست دخستین گل خود را در ۴ فوریه ۲۰۲۱، هافبک یونانی در اولین حضور خود در زمین با پیراهن این باشگاه، در دقیقه ۶۱ در ورزشگاه پزشکی پارک ترابزون مقابل دنیزلی اسپور گل برتری تیمش را به ثمر رساند. در ۱۶ آگوست ۲۰۲۱، باکاستاس اولین گل این فصل باشگاه را در برد ۵–۱ خارج از خانه مقابل ینی ملیطه اسپور به ثمر رساند. یک هفته بعد او ضربه پنالتی تیمش را زد. در پی این ضربه، تیمش در یک بازی خانگی گل دوم تیمش مقابل سیواسپور دروازه را باز کرد و بازی با نتیحه ۲–۱ به سود آنها به پایان رسید. در ۱۸ سپتامبر ۲۰۲۱، او با یک ضربه شگفت‌انگیز پس از پاس گل آنتونی نواکائمه گلزنی کرد و پیروزی حیاتی ۱–۰ خارج از خانه مقابل قاسم پاشا را برای تیمش به ارمغان آورد. را رقم زد. در ۲ اکتبر ۲۰۲۱ در هفته هشتم سوپرلیگ ترکیه، آنها توانستند در یک بازی نفس گیر با نتیجه ۲–۱ از پس قیصریه اسپور بر بیایند. هر دو گل ترابزون اسپور را ملی پوشان یونانی این تیم به ثمر رساندند. در ۱۷ اکتبر ۲۰۲۱، باکاستاس در پیروزی ترابزون اسپور مقابل فنرباغچه در دربی برتر سوپر لیگ، یکی از گل‌های تیمش را به ثمر برساند. در ۶ نوامبر ۲۰۲۱، در پیروزی ۲–۱ خارج از خانه دربرابر حریفی قدرتمند، بشیکتاش، که پس از ۱۲ بازی به صدر لیگ تکیه زده بود، این هافبک ۲۸ ساله در دقیقه ۲۷ با یک تکل سنگین از راچید قزال مواجه شد. در پی این اتفاق بازی متوقف شد و کادرپزشکی تیم برای مداوای وی وارد زمین شدند، اما همهٔ این اتفاقات افاقه نکرد و او نتوانست این بازی را به پایان برساند. در پی این اتفاق، ترابزون اسپور با یک تعویض اجباری مواجه شد و باکاستاس از زمین خارج شد. طبق گزارش‌های پزشکی، دوره توانبخشی سه هفته تخمین زده شد. در ۱۹ ژانویه ۲۰۲۲، باکاستاس دو بار توسط اوکان کوچوک در یک ضربه پنالتی و در تکرار بازی ترابزون اسپور و گیرسون اسپور شکست خورد و نتوانست پیروزی را برای باشگاه خود به ارمغان آورد، اما یک هفته بعد با تساوی ۱–۱ مساوی کرد. با یک ضربه در پیروزی قاطع خارج از خانه مقابل گالاتاسرای در تلاش باشگاهش برای کسب عنوان قهرمانی را کسب کرد.

### پاناتینایکوس
در ۲۲ ژانویه ۲۰۲۴، باکاستا با قراردادی به مبلغ ۱ میلیون یورو، به یونان بازگشت و با پاناتینایکوس به توافق رسید.
در ۲۱ آوریل ۲۰۲۴، باکاستاس توانست در پرد ۵ گله تیمش، ۲ گل و ۲ پاس گل را در یک بازی خارج از خانه مقابل لامیا به ثبت برساند.

## حرفه بین‌المللی
باکاستاس یکی از بازیکنان تیم ملی کشورش در مسابقاتی در سطح بین‌المللی در رده جوانان بوده است. او برای تیم زیر ۱۹ سال یونان برای مسابقات قهرمانی فوتبال زیر ۱۹ سال اروپا در سال ۲۰۱۱ همراه با هم تیمی خود در آستراس تریپولیس، نیکولاس اسکوندراس دعوت شده بود.
او اولین بازی زیر ۱۹ سال خود را در یکی از دو بازی افتتاحیه مسابقات انجام داد. مربی او را به عنوان یک تعویض د دقیقه ۵۵ در مقابل جمهوری ایرلند زیر ۱۹ سال در ۲۰ ژوئیه ۲۰۱۱ به زمین فرستاد. این بازی با شکست ۲–۱ یونان به پایان رسید. او اولین بازی فیکس خود را در دومین بازی دور گروهی انجام داد. این بازی با پیروزی ۱–۰ مقابل تیم زیر ۱۹ سال رومانی در ۲۳ ژوئیه ۲۰۱۱ به پایان رسید.
در ۱۹ مه ۲۰۱۶، او برای بازی‌های دوستانه مقابل استرالیا در ۴ و ۷ ژوئن ۲۰۱۶ فراخوانده شد. در ۴ ژوئن ۲۰۱۶، او اولین بازی ملی خود را به عنوان بازیکن تعویضی، انجام داد. این بازی در نهایت با نتیجه ۱–۰ به سود استرالیا به پایان رسید. در این بازی، متیو لکی توانست گلزنی کند تا به سوکروس‌ها در شکست یونان کمک کند.
در ۲۵ مارس ۲۰۲۱، باکاستاس یک گل را از روی نقطه پنالتی به گل تبدیل کرد تا تیم لوئیس انریکه را متحیر کند و در تساوی ۱–۱ خارج از خانه برای رقابت‌های مقدماتی جام جهانی ۲۰۲۲ مقابل اسپانیا، امتیاز قابل توجهی را برای تیمش به ارمغان آورد. این پنالتی را اینیگو مارتینز، بازیکن تعویضی اسپانیا، به یونان هدیه داد. او تکل عجولانه ای بر روی پای جورجیوس ماسوراس هافبک یونانی زد و داور نقطه پنالتی را نشان داد. در ۸ سپتامبر ۲۰۲۱، باکاستاس در نیمه دوم با یک ضربه مارپیچ فوق‌العاده پس از پاس گل آناستاسیوس دوویکاس، یونان را پیش انداخت. این، نخستین باخت (۲–۱) سوئد در مقدماتی جام جهانی ۲۰۲۲ را به ارمغان بیاورد.

## آمار شغلی

### باشگاه
تا تاریخ ۸ ژانویه ۲۰۲۵
| باشگاه                    | فصل             | لیگ                     | لیگ  | لیگ | کاپ ملی | کاپ ملی | قاره ای | قاره ای | دیگر | دیگر | کل   | کل  |
| باشگاه                    | فصل             | سطح                     | بازی | گل  | بازی    | گل      | بازی    | گل      | بازی | گل   | بازی | گل‌  |
| ------------------------- | --------------- | ----------------------- | ---- | --- | ------- | ------- | ------- | ------- | ---- | ---- | ---- | --- |
| آستراس تریپولی            | ۲۰۰۹-۱۰         | سوپر لیگ فوتبال یونان   | ۱    | ۰   | ۰       | ۰       | –       | –       | –    | –    | ۱    | ۰   |
| آستراس تریپولی            | ۲۰۱۰-۱۱         | سوپر لیگ فوتبال یونان   | ۵    | ۰   | ۲       | ۰       | –       | –       | –    | –    | ۷    | ۰   |
| آستراس تریپولی            | ۲۰۱۱-۱۲         | سوپر لیگ فوتبال یونان   | ۹    | ۱   | ۱       | ۰       | –       | –       | –    | –    | ۱۰   | ۱   |
| آستراس تریپولی            | ۲۰۱۲-۱۳         | سوپر لیگ فوتبال یونان   | ۱۰   | ۲   | ۰       | ۰       | ۴       | ۰       | –    | –    | ۱۴   | ۲   |
| آستراس تریپولی            | ۲۰۱۳-۱۴         | سوپر لیگ فوتبال یونان   | ۹    | ۰   | ۲       | ۰       | ۱       | ۰       | –    | –    | ۱۲   | ۰   |
| آستراس تریپولی            | ۲۰۱۴-۱۵         | سوپر لیگ فوتبال یونان   | ۸    | ۱   | ۲       | ۰       | ۶       | ۱       | –    | –    | ۱۶   | ۲   |
| آستراس تریپولی            | کل              | کل                      | ۴۲   | ۴   | ۷       | ۰       | ۱۱      | ۱       | ۰    | ۰    | ۶۰   | ۵   |
| تراسیوولوس (قرضی)         | ۲۰۱۰-۱۱         | سوپر لیگ ۲ فوتبال یونان | ۱۰   | ۱   | ۰       | ۰       | –       | –       | –    | –    | ۱۰   | ۱   |
| سالونیک (قرضی)            | ۲۰۱۳-۱۴         | سوپر لیگ فوتبال یونان   | ۱۰   | ۳   | ۰       | ۰       | –       | –       | –    | –    | ۱۰   | ۳   |
| پانیونیوس                 | ۲۰۱۴-۱۵         | سوپر لیگ فوتبال یونان   | ۱۳   | ۱   | ۱       | ۰       | –       | –       | ۰    | ۰    | ۱۴   | ۱   |
| پانیونیوس                 | ۲۰۱۵-۱۶         | سوپر لیگ فوتبال یونان   | ۳۱   | ۱۱  | ۶       | ۱       | ۰       | ۰       | ۰    | ۰    | ۳۷   | ۱۲  |
| پانیونیوس                 | کل              | کل                      | ۴۴   | ۱۲  | ۷       | ۱       | ۰       | ۰       | ۰    | ۰    | ۵۱   | ۱۳  |
| باشگاه فوتبال آ. ا. ک آتن | ۲۰۱۶-۱۷         | سوپر لیگ فوتبال یونان   | ۲۳   | ۴   | ۵       | ۲       | ۲       | ۰       | –    | –    | ۳۰   | ۶   |
| باشگاه فوتبال آ. ا. ک آتن | ۲۰۱۷-۱۸         | سوپر لیگ فوتبال یونان   | ۲۷   | ۶   | ۹       | ۲       | ۸       | ۰       | –    | –    | ۴۴   | ۸   |
| باشگاه فوتبال آ. ا. ک آتن | ۲۰۱۸-۱۹         | سوپر لیگ فوتبال یونان   | ۲۲   | ۴   | ۳       | ۱       | ۵       | ۱       | –    | –    | ۳۰   | ۶   |
| باشگاه فوتبال آ. ا. ک آتن | کل              | کل                      | ۷۲   | ۱۴  | ۱۷      | ۵       | ۱۵      | ۱       | –    | –    | ۱۰۴  | ۲۰  |
| آلانیا اسپور              | ۲۰۱۹-۲۰         | سوپر لیگ فوتبال ترکیه   | ۳۴   | ۱۰  | ۹       | ۴       | –       | –       | –    | –    | ۴۳   | ۱۴  |
| آلانیا اسپور              | ۲۰۲۰-۲۱         | سوپر لیگ فوتبال ترکیه   | ۱۹   | ۷   | ۲       | ۰       | ۱       | ۰       | –    | –    | ۲۲   | ۷   |
| آلانیا اسپور              | کل              | کل                      | ۵۳   | ۱۷  | ۱۱      | ۴       | ۱       | ۰       | –    | –    | ۶۵   | ۲۱  |
| ترابزون اسپور             | ۲۰۲۰-۲۱         | سوپر لیگ فوتبال ترکیه   | ۱۹   | ۶   | ۰       | ۰       | –       | –       | –    | –    | ۱۹   | ۶   |
| ترابزون اسپور             | ۲۰۲۱-۲۲         | سوپر لیگ فوتبال ترکیه   | ۳۴   | ۸   | ۵       | ۱       | ۴       | ۰       | –    | –    | ۴۳   | ۹   |
| ترابزون اسپور             | ۲۰۲۲-۲۳         | سوپر لیگ فوتبال ترکیه   | ۲۷   | ۸   | ۳       | ۰       | ۸       | ۴       | ۱    | ۱    | ۳۹   | ۱۳  |
| ترابزون اسپور             | ۲۰۲۳-۲۴         | سوپر لیگ فوتبال ترکیه   | ۱۸   | ۴   | ۱       | ۱       | –       | –       | –    | –    | ۱۹   | ۵   |
| ترابزون اسپور             | کل              | کل                      | ۹۸   | ۲۶  | ۹       | ۲       | ۱۲      | ۴       | ۱    | ۱    | ۱۲۰  | ۳۳  |
| پاناتینایکوس              | ۲۰۲۳-۲۴         | سوپر لیگ فوتبال یونان   | ۱۵   | ۷   | ۴       | ۰       | ۰       | ۰       | –    | –    | ۱۹   | ۷   |
| پاناتینایکوس              | ۲۰۲۴-۲۵         | سوپر لیگ فوتبال یونان   | ۱۷   | ۱   | ۲       | ۱       | ۱۲      | ۲       | –    | –    | ۳۱   | ۴   |
| کل دوران حرفه‌ای           | کل دوران حرفه‌ای | کل دوران حرفه‌ای         | ۳۶۱  | ۸۵  | ۵۷      | ۱۳      | ۵۱      | ۸       | ۱    | ۱    | ۴۶۹  | ۱۰۷ |

1. ↑  شامل جام حذفی یونان و ترکیه
2. 1 2 3 4 5  شرکت در لیگ اروپا
3. 1 2  شرکت در لیگ قهرمانان اروپا
4. ↑  شرکت در لیگ کنفرانس اروپا
5. ↑  دو بازی و یک گل در لیگ قهرمانان اروپا و شش بازی و سه گل در لیگ اروپا
6. ↑  شرکت در سوپر جام فوتبال ترکیه
7. ↑  هشت بازی و یک گل در لیگ کنفرانس اروپا و چهار بازی و یک گل در لیگ اروپا

### بازی‌های ملی
تا تاریخ حضور در ترکیب تیم ملی تا تاریخ ۱۷ نوامبر ۲۰۲۴
| تیم ملی | سال  | بازی | گل |
| ------- | ---- | ---- | -- |
| یونان   | ۲۰۱۶ | ۶    | ۰  |
| یونان   | ۲۰۱۷ | ۵    | ۰  |
| یونان   | ۲۰۱۸ | ۸    | ۰  |
| یونان   | ۲۰۱۹ | ۶    | ۰  |
| یونان   | ۲۰۲۰ | ۸    | ۲  |
| یونان   | ۲۰۲۱ | ۱۰   | ۳  |
| یونان   | ۲۰۲۲ | ۱۰   | ۵  |
| یونان   | ۲۰۲۳ | ۱۰   | ۳  |
| یونان   | ۲۰۲۴ | ۱۰   | ۴  |
| جمع     | جمع  | ۷۳   | ۱۷ |

### گل‌های ملی
امتیازات و نتایج، تعداد گل‌های یونان را در ابتدا فهرست می‌کند.
| شمارش. | زمان           | ورزشگاه                                    | رقیب          | وضعیت گل | نتیجه پایانی | رویداد مسابقه                       |
| ------ | -------------- | ------------------------------------------ | ------------- | -------- | ------------ | ----------------------------------- |
| ۱      | ۱۱ اکتبر ۲۰۲۰  | ورزشگاه المپیک آتن، آتن، یونان             | مولدووا       | ۱–۰      | ۲–۰          | 2020–21 UEFA Nations League C       |
| ۲      | ۱۵ نوامبر ۲۰۲۰ | ورزشگاه زیمبرو، کیشیناو مولداوی            | مولدووا       | ۲–۰      | ۲–۰          | 2020–21 UEFA Nations League C       |
| ۳      | ۲۵ مارس ۲۰۲۱   | ورزشگاه لوس کارمنس، گرانادا، اسپانیا       | اسپانیا       | ۱–۱      | ۱–۱          | انتخابی جام جهانی ۲۰۲۲              |
| ۴      | ۸ سپتامبر ۲۰۲۱ | ورزشگاه المپیک، آتن، یونان                 | سوئد          | ۱–۰      | ۲–۱          | انتخابی جام جهانی ۲۰۲۲              |
| ۵      | ۹ اکتبر ۲۰۲۱   | ورزشگاه باتومی، باتومی، گرجستان            | گرجستان       | ۱–۰      | ۲–۰          | انتخابی جام جهانی ۲۰۲۲              |
| ۶      | ۲ ژوئن ۲۰۲۲    | ورزشگاه ویندزور پارک، بلفاست، ایرلند شمالی | ایرلند شمالی  | ۱–۰      | ۱–۰          | 2022–23 UEFA Nations League C       |
| ۷      | ۵ ژوئن ۲۰۲۲    | Fadil Vokrri Stadium, پریشتینا، کوزوو      | کوزوو         | ۱–۰      | ۱–۰          | 2022–23 UEFA Nations League C       |
| ۸      | ۹ ژوئن ۲۰۲۲    | ورزشگاه پانتسالیکو، وُلُس، یونان             | قبرس          | ۱–۰      | ۳–۰          | 2022–23 UEFA Nations League C       |
| ۹      | ۱۷ نوامبر ۲۰۲۲ | ورزشگاه ملی تاکالی، مالت                   | مالت          | ۱–۰      | ۲–۲          | دوستانه                             |
| ۱۰     | ۲۰ نوامبر ۲۰۲۲ | ورزشگاه پوشکاش آرنا، مجارستان              | مجارستان      | ۱–۱      | ۱–۲          | دوستانه                             |
| ۱۱     | ۲۴ مارس ۲۰۲۳   | ورزشگاه الگاروه، پرتغال                    | جبل طارق      | ۳–۰      | ۳–۰          | مرحله مقدماتی جام ملت‌های اروپا ۲۰۲۴ |
| ۱۲     | ۱۶ ژوئن ۲۰۲۳   | ورزشگاه ایا صوفیه، آتن، یونان              | جمهوری ایرلند | ۱–۰      | ۲–۱          | مرحله مقدماتی جام ملت‌های اروپا ۲۰۲۴ |
| ۱۳     | ۲۱ نوامبر ۲۰۲۳ | ورزشگاه ایا صوفیه، آتن، یونان              | فرانسه        | ۱–۱      | ۲–۲          | مرحله مقدماتی جام ملت‌های اروپا ۲۰۲۴ |
| ۱۴     | ۲۱ مارس ۲۰۲۴   | ورزشگاه ایا صوفیه، آتن، یونان              | قزاقستان      | ۱–۰      | ۵–۰          | مرحله مقدماتی جام ملت‌های اروپا ۲۰۲۴ |

## افتخارات
آستراس تریپولیس
- نایب قهرمان جام یونان: ۲۰۱۲–۱۳

آ ا ک آتن
- سوپر لیگ یونان: ۲۰۱۷–۱۸
- نایب قهرمان جام یونان: ۲۰۱۶–۱۷، ۲۰۱۷–۱۸، ۲۰۱۸–۱۹

آلانیا اسپور
- نایب قهرمان جام حذفی ترکیه: ۲۰–۲۰۱۹
- سوپر لیگ: ۲۰۲۱–۲۲
- سوپرجام ترکیه: ۲۰۲۲

پاناتینایکوس
- جام یونان: ۲۰۲۳–۲۴

یونان زیر ۱۹ سال
- نایب قهرمانی قهرمانی زیر ۱۹ سال اروپا: ۲۰۱۲

شخصی
- تیم منتخب فصل سوپر لیگ یونان: 2015–16[۴۵]
- بهترین بازیکن یونانی در خارج از کشور: ۲۰–۲۰۱۹،[۴۶] 2021-22[۴۷]
- تیم منتخب فصل سوپر لیگ: 2022–23[۴۸]